# Erős Gábor (labdarúgó)
Erős Gábor (Várpalota, 1980. július 1. –) magyar labdarúgó, középpályás, edző.

## Pályafutása

### Játékosként
1999 és 2003 között a Győri ETO, 2003–04-ben a Honvéd, 2004 és 2006 között a Pécsi MFC, 2006-ban a Ferencváros labdarúgója volt. 2006 és 2012 között Görögországban és Bulgáriában játszott. 2006 és 2008 között a Panthrakikósz 2008–09-ben a Jonikósz, 2009–10-ben a Pirszósz Grevenón, 2010–11-ben a bolgár Lokomotiv Plovdiv, 2011–12-ben a Dóxa Drámasz csapatában szerepelt. 2012 és 2014 között a  Gyirmót, 2014 és 2017 között a Kisvárda játékosa volt.

### Edzőként
2021–22-ben a Kisvárda megbízott, 2023–24-ben a Budafoki MTE edzője volt.
A 2024–25-ös idényben a Kolorcity Kazincbarcika vezetőedzőjeként az egyesület életében történelmi sikert ért el: a KBSC fennállása során először feljutott az NB I-be.
2025. június 5-én bejelentették, hogy a Vasas vezetőedzőjévé nevezték ki.

## Sikerei, díjai

### Edzőként
Kisvárda FC
- Magyar bajnokság ezüstérmes (1): 2021–22

Kazincbarcika
- NB II ezüstérmes (1): 2024−25